# Black Magic Woman
«Black Magic Woman» es una canción de la banda británica de rock Fleetwood Mac, que fue escrita por el guitarrista Peter Green y publicado en 1968 como sencillo a través de Blue Horizon Records para el Reino Unido y en 1969 por Epic Records para los Estados Unidos. Alcanzó el puesto 37 en los UK Singles Chart, convirtiéndose así en el primer sencillo de la agrupación en entrar en dicha lista.
En 1969 se incluyó en el álbum recopilatorio English Rose del cual se extrajo para promocionarlo en los Estados Unidos. Desde entonces ha sido incluido en diversos recopilatorios de la banda. 
Con el pasar de los años ha sido versionado por otros artistas como Gary Hoey en 1996 en el disco Bug Alley, también Snowy White exguitarrista de Thin Lizzy lo grabó para su disco The Way It Is de 2005. Sin embargo, una de las versiones más recordadas es la que realizó Santana en 1970.

## Versión de Santana
En 1970 la banda de rock latino Santana la versionó para su álbum Abraxas cantada por Gregg Alan Rolie, publicado en el mismo año. Esta contó con más arreglos instrumentales que la original y a su vez fue más exitosa, ya que alcanzó el puesto 4 en la lista Billboard Hot 100 de los Estados Unidos en 1971.
Además y a diferencia con la versión de Fleetwood Mac, posee una mezcla con el tema «Gypsy Queen» del músico húngaro Gábor Szabó, por lo cual la crítica lo clasifica dentro de los géneros rock latino, folk húngaro y jazz.